# Seneca den äldre
Lucius eller Marcus Annaeus Seneca, född 54 f.Kr. i Córdoba i Spanien, död 39 e.Kr., var en romersk retor. Han var far till Seneca den yngre och farfar till Marcus Annæus Lucanus.

## Biografi
Seneca tillhörde en välmående riddarsläkt (Annaeus) och erhöll god bildning dels hemma, dels i Rom. Sina hågkomster och erfarenheter i fråga om retoriken, särskilt retorernas undervisningsmetoder, upptecknade Seneca, som ägde ett utomordentligt minne, på äldre dagar i ett ofullständigt bevarat arbete, närmast avsett för hans tre söner med hustrun Helvia, Novatus (sedermera Gallio, ståthållare i Grekland), Seneca den yngre och Annaeus Mela (skalden Lucanus far). Detta arbete, Oratorum et rhetorum sententiæ, divisiones, colores (egentligen "Talares och retorers tankar, uppdelningar, färgläggningar"), är den väsentliga källan för vår kunskap om den romerska retorikens ställning vid början av kejsartiden. I förra delen, controversiæ ("tvistefrågor"), rättegångstal, behandlas ur övningssynpunkt en mängd fingerade rättsfall, varvid Seneca först anför olika retorers tankar om lagens användning på föreliggande fall; därpå uppdelas fallet i olika frågor; slutligen ges anvisning på medlen att framställa saken i en förskönande dager. Senare delen, suasoriæ ("tillstyrkanden"), tal vid överläggning, innehåller några prov på övningar av denna art. 
Seneca var en allvarlig natur och varm beundrare av gammalromersk anda; i stilistiskt hänseende uppställde han Cicero som mönster. Senecas arbete gav under medeltiden bland annat stoff till Gesta romanorum.